# Тирес
Тѝрес (на италиански: Tires; на немски: Tiers, Тирз) е село и община в Северна Италия, автономна провинция Южен Тирол, автономен регион Трентино-Южен Тирол. Разположено е на 1028 m надморска височина. Населението на общината е 978 души (към 2010 г.).

## Език
Официални общински езици са и италианският и немският. Най-голямата част от населението говори немски. В общината се говори и други романски език, ладинският.
| %     | Роден език      |
| 1,20  | Италиански език |
| 98,15 | Немски език     |
| 0,65  | Ладински език   |